# Татищев Олексій Микитович
Олексій Микитович Татищев (1845, Твер, Російська імперія — 21 лютого 1896, Відень, Австро-Угорщина) — державний діяч Російської імперії, дипломат.

## Життєпис
Народився у Твері 1845 року. Походив із дворянського роду Татищевих, був нащадком історика Василя Татищева.
1868 року закінчив Санкт-Петербурзький університет зі ступенем кандидата. Тоді ж вступив на службу до Міністерства закордонних справ. За рік зарахований до Департаменту внутрішніх зносин перекладачем VIII класу. 1871 року призначений третім секретарем канцелярії міністерства, а 1872 — секретарем королеви Греції Ольги.
1874 року перейшов на службу до Міністерства імператорського двору.
Наступного року повернувся до Міністерства закордонних справ на посаді секретаря канцелярії. 1876 року призначений другим секретарем у Відні. У 1880 році — чиновник особливих доручень VI класу при міністрі юстиції.
У 1883 році отримав звання камергера, 1887 року — чин дійсного статського радника.
1886 року призначений у 2-й департамент Сенату. Того ж року обраний Бежецьким повітовим предводителем дворянства, наступного року — головою Бежецького мирового з'їзду. Володів у повіті 3500 десятинами. У селі Штепівка Харківської губернії володів 1808 десятинами землі.
26 червня 1890 року призначений катеринославським віцегубернатором.
6 лютого 1892 року призначений полтавським губернатором.
Помер у Відні 21 лютого 1896 року під час поїздки для лікування. Похований у Санкт-Петербурзі на Олександро-Невському кладовищі.

## Родина
Одружений із фрейліною Катериною Мещерською (1848—1930). У шлюбі було п'ятеро дітей:
- Борис[ru] (1877—1949), дипломат, білогвардієць, товариш міністра закордонних справ уряду Петра Врангеля, емігрував до Франції[1];
- Микита (1879—1948), московський губернатор, білогвардієць, таврійський губернатор у 1919—1920 роках за правління ЗСПР, емігрував до Франції[1];
- Катерина (1880—1963), фрейліна, дружина Олександра Ребіндера, емігрувала до Франції[2];
- Софія (1882—1966), дружина архангельського губернатора Володимира Брянчанінова[ru], емігрувала до Франції[3];
- Олексій[ru] (1885—1947), чиновник Міністерства землеробства, емігрував до Франції[1].